# Beatrice av Navarra
Beatrice av Navarra, född 1242, död 1295, var en hertiginna av Burgund genom sitt äktenskap med hertig Hugo IV av Burgund. 